# HMAS Diamantina (1944)
HMAS Diamantina (K377/F377/A266/GOR266) – australijska fregata typu River, która służyła w XX wieku w Royal Australian Navy (RAN). Zbudowany w połowie lat 40. XX wieku, okręt był w służbie w latach 1945-1946, następnie umieszczony w rezerwie, później przywrócony do służby w roli okrętu badawczego w latach 1959-1980. Jego nazwa pochodzi od rzeki Diamantina płynącej w Queenslandzie.
Po drugim wycofaniu ze służby fregata została zachowana w Queensland Maritime Museum jako okręt muzeum. Jednostka jest ostatnią fregatą z okresu drugiej wojny światowej wycofaną ze służby w RAN i jedyną zachowaną do dzisiaj w roli okrętu muzeum fregatą spośród wszystkich 151 wybudowanych jednostek tego typu.

## Projekt i budowa
Okręt miał wyporność pełną 2120 ton i standardową 1420 ton. Był wyposażony w dwa silniki parowe potrójnego rozprężania połączone z dwiema śrubami napędowymi. Miał zasięg 5180 mil przy prędkości 12 węzłów. Maksymalna prędkość to 20 węzłów.
Stępkę jednostki położono 12 kwietnia 1943 w Walkers Limited in Maryborough (Queensland). Został zwodowany 6 kwietnia 1944 i wszedł do służby w RAN w Hervey Bay (Queensland) 27 kwietnia 1945 nosząc numer burtowy (ang. pennant number) K377. Nosił nazwę pochodzącą od rzeki płynącej w Queenslandzie i był jedną z ośmiu fregat typu River zbudowanych dla RAN w czasie II wojny światowej.

## Służba operacyjna

### 1945-1946
"Diamantina" zapewniała wsparcie artyleryjskie Armii Australijskiej operującej w rejonie Bougainville w lipcu i sierpniu 1945.
Fregata przewoziła generała Kanadę i wiceadmirała barona Samejimę, oficerów japońskiego dowództwa, na ceremonię kapitulacji Torokiny 8 września 1945. Okręt był także zaangażowany w kapitulację Nauru 13 września i Ocean Island 1 października – obu ceremonii dokonano na jego pokładzie.
"Diamantina" wrócił do Sydney zawijając do Garden Island 13 grudnia 1945 i mając na pokładzie 86 pasażerów. Okręt pozostał w Sydney do 1 lutego 1946 gdy wyszedł na patrol na wody Nowej Gwinei. Wrócił następnie do Sydney 14 czerwca i został odstawiony do rezerwy 9 sierpnia 1946.

### 1959-1980
Okręt wrócił do służby jako jednostka badawczo-oceanograficzna 22 czerwca 1959. Nosił numer burtowy F377, A266 i GOR266 w różnych okresach kariery. Po udanym zakończeniu pierwszych badań oceanicznych w lipcu wyruszył na swój pierwszy rejs badawczy 20 sierpnia. 20 września okręt przeprowadził pierwsze badania wysp Montebello, co poprzedziło brytyjskie testy atomowe (operacja Hurricane). 22 października "Diamantina" przeprowadziła pierwsze badania na wodach otaczających Christmas Island.
Najbardziej znanym osiągnięciem w czasie drugiego okresu służby było odnalezienie najgłębszego znanego miejsca Oceanu Indyjskiego 7 lutego 1960. Zostało ono nazwane głębią Diamantiny (ang. Diamantina Deep).
Bazując we Fremantle w Zachodniej Australii "Diamantina" pozostał w służbie jako okręt badawczy do 1980.

## Wycofanie ze służby i zachowanie jako okręt-muzeum
"Diamantina" został wycofany ze służby w RAN 29 lutego 1980 i był ostatnią fregatą z okresu II wojny światowej służącą pod banderą australijską. Okręt został przekazany do Queensland Maritime Museum w Brisbane, gdzie został umieszczony na stałe w suchym doku umieszczonym w pobliżu rzeki Brisbane.
W marcu 2006 okręt został wyholowany z doku do rzeki by można było naprawić dok, który był zalewany wodą od momentu awarii śluzy w 1998. W lipcu 2006 wrócił do suchego doku i nadal służy jako okręt-muzeum.